# Élections législatives suédoises de 1998
Les élections législatives ont eu lieu en Suède en 1998. Les 349 députés du Riksdag sont élus pour un mandat de quatre ans.

## Résultats

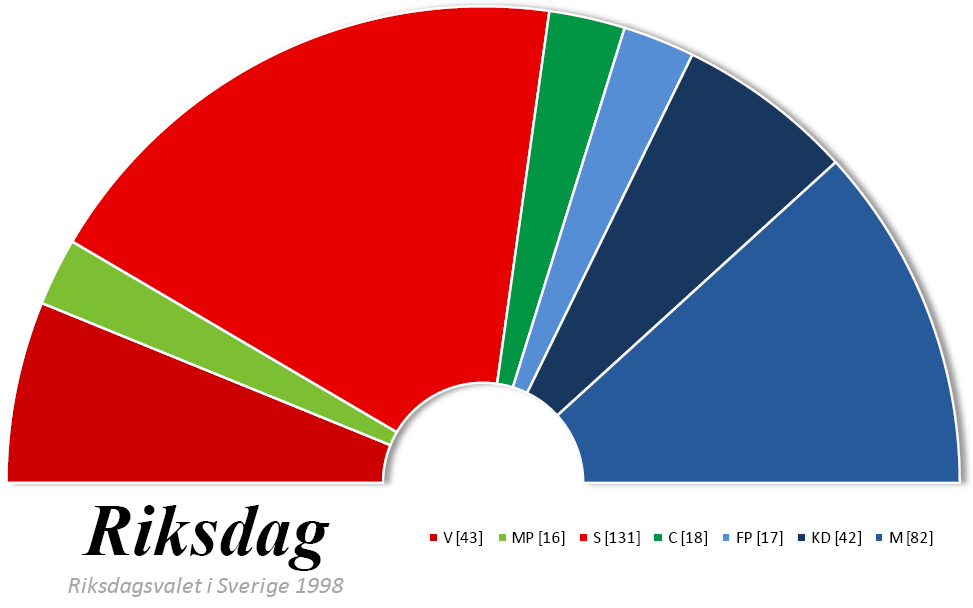
Composition du Riksdag suédois après les élections générales de 1998.

Parti arrivé en tête par municipalité.

| Parti   | Parti                                    | Leader                                | Votes               | Votes  | Votes | Sièges | Sièges |
| Parti   | Parti                                    | Leader                                | #                   | %      | +/−%  | #      | +/−    |
| ------- | ---------------------------------------- | ------------------------------------- | ------------------- | ------ | ----- | ------ | ------ |
|         | Parti social-démocrate                   | Göran Persson                         | 1 914 426           | 36,39  | −8,86 | 131    | −30    |
|         | Modérés                                  | Carl Bildt                            | 1 204 926           | 22,90  | +0,52 | 82     | +2     |
|         | Parti de gauche                          | Gudrun Schyman                        | 631 011             | 11,99  | +5,83 | 43     | +21    |
|         | Chrétiens-démocrates                     | Alf Svensson                          | 619 046             | 11,77  | +7,7  | 42     | +27    |
|         | Parti du centre                          | Lennart Daléus                        | 269 762             | 5,13   | −2,52 | 18     | −9     |
|         | Parti du peuple - Les Libéraux           | Lars Leijonborg                       | 248 076             | 4,72   | −2,47 | 17     | −9     |
|         | Parti de l'environnement Les Verts       | Marianne Samuelsson et Birger Schlaug | 236 699             | 4,49   | −0,53 | 16     | −2     |
|         | Parti des intérêts des retraités suédois | Brynolf Wendt                         | 52 869              | 1,00   | ?     | 0      | —      |
|         | Le nouveau parti                         | Ian Wachtmeister                      | 25 276              | 0,48   | ?     | 0      | —      |
|         | Démocrates de Suède                      | Mikael Jansson                        | 19 624              | 0,37   | ?     | 0      | —      |
|         | Moins de 10 000 voix                     | —                                     | 39 407              | 0,76   | —     | —      | —      |
| Totaux  | Totaux                                   | Totaux                                | 5 261 122           | 100,00 |       | 349    |        |
| Nuls    | Nuls                                     | Nuls                                  | 113 466             |        |       |        |        |
| Votants | Votants                                  | Votants                               | 5 374 588 (81,39 %) |        |       |        |        |